# Latour-de-France
Latour-de-France är en kommun i departementet Pyrénées-Orientales i regionen Occitanien i södra Frankrike. Kommunen ligger i kantonen Latour-de-France som tillhör arrondissementet Perpignan. År 2022 hade Latour-de-France 1 044 invånare.

## Befolkningsutveckling
Antalet invånare i kommunen Latour-de-France
| Referens: INSEE |